# Campeonato Esloveno de Futebol de 1992-93
O Campeonato Esloveno de Futebol de 1992-93, oficialmente em Língua eslovena "1. Slovenska Nogometna Liga 92/93", (organizado pela Associação de Futebol da Eslovênia) foi a 2º edição do campeonato do futebol de Eslovênia. Os clubes jogavam em turno e returno. O clube vencedor se classificava para a Liga dos Campeões da UEFA de 1993–94 e o vice-campeão classificava-se para a Copa da UEFA de 1993–94. Os últimos quatro posicionados eram rebaixados para o Campeonato Esloveno de Futebol de 1992-93 - Segunda Divisão

## Participantes
| Equipe     | Cidade          | Região               | No ano anterior                                                         | Estádio                      | Capacidade | Títulos        | Participações |
| ---------- | --------------- | -------------------- | ----------------------------------------------------------------------- | ---------------------------- | ---------- | -------------- | ------------- |
| Rudar      | Velenje         | Savinjska            | Décimo Segundo Lugar                                                    | Estádio Municipal Ob Jezeru  | 1.400      | 0 (não possui) | 2             |
| Slovan     | Liubliana       | Eslovénia Central    | Décimo Lugar                                                            | Parque Desportivo Kodeljevo  | 1.400      | 0 (não possui) | 2             |
| Svoboda    | Liubliana       | Eslovénia Central    | Décimo Primeiro Lugar                                                   | Parque Desportivo Svoboda    | 800        | 0 (não possui) | 2             |
| Ljubljana  | Liubliana       | Eslovénia Central    | Quinto Lugar                                                            | Parque Desportivo Ljubljana  | 2.300      | 0 (não possui) | 2             |
| Nafta      | Lendava         | Pomurska             | Décimo Quinto Lugar                                                     | Parque Desportivo Lendava    | 2.000      | 0 (não possui) | 2             |
| Celje      | Celje           | Savinjska            | Nono Lugar                                                              | Estádio Skalna Klet          | 2.500      | 0 (não possui) | 2             |
| Naklo      | Naklo           | Alta Carníola        | Sexto Lugar                                                             | Arena Zmagovalcev            | 1.000      | 0 (não possui) | 2             |
| Steklar    | Rogaška Slatina | Savinjska            | Décimo Sexto Lugar                                                      | Estádio Municipal de Rogaška | 1.400      | 0 (não possui) | 2             |
| Gorica     | Nova Gorica     | Goriška              | Quarto Lugar                                                            | Parque Desportivo Gorica     | 3.066      | 0 (não possui) | 2             |
| Mura       | Murska Sobota   | Pomurska             | Sétimo Lugar                                                            | Estádio Municipal Fazanerija | 3.782      | 0 (não possui) | 2             |
| Zagorje    | Zagorje ob Savi | Zasavska             | Décimo Quarto Lugar                                                     | Estádio Municipal de Zagorje | 1.080      | 0 (não possui) | 2             |
| Beltinci   | Beltinci        | Pomurska             | Décimo Terceiro Lugar                                                   | Parque Desportivo Beltinci   | 1.346      | 0 (não possui) | 2             |
| Olimpija   | Liubliana       | Eslovénia Central    | Campeão                                                                 | Estádio Bežigrad             | 8.200      | 1 (1991-92)    | 2             |
| Izola      | Izola           | Litoral-Kras         | Terceiro Lugar                                                          | Estádio Municipal de Izola   | 1.400      | 0 (não possui) | 2             |
| Maribor    | Maribor         | Podravska            | Vice Campeão                                                            | Estádio Ljudski vrt          | 12.435     | 0 (não possui) | 2             |
| Koper      | Koper           | Litoral-Kras         | Oitavo Lugar                                                            | Estádio Bonifika             | 4.047      | 0 (não possui) | 2             |
| Železničar | Maribor         | Podravska            | Acesso pelo Campeonato Esloveno de Futebol de 1991-92 - Segunda Divisão | Parque Desportivo Tabor      | 4.000      | 0 (não possui) | 1             |
| Krka       | Novo Mesto      | Eslovénia do Sudeste | Acesso pelo Campeonato Esloveno de Futebol de 1991-92 - Segunda Divisão | Estádio Portoval             | 500        | 0 (não possui) | 1             |

## Campeão
| Campeão Esloveno 1992-93                 |
| ---------------------------------------- |
| Olimpija (Liubliana) (2º título) Campeão |